# 28
Cette page concerne l'année 28  du calendrier julien. Pour l'année 28 av. J.-C., voir 28 av. J.-C. Pour le nombre 28, voir 28 (nombre). Pour le livre, voir 28 (livre).
L'année 28 est une année bissextile qui commence un jeudi.

## Événements
- 1er janvier : le chevalier romain Titius Sabinus, ami de Germanicus, accusé de complot contre Tibère, est condamné à mort et exécuté[1].
- Agrippine la Jeune épouse Gnaeus Domitius Ahenobarbus[1].
- Rébellion des Frisons contre Rome, à la suite des exigences du primipilaire Olennius. Le propréteur de la Germanie inférieure Lucius Apronius envoie une armée qui est battue ; un autre corps de neuf cents hommes est massacré dans la forêt sacrée de la déesse Baduhenna. Trois cents Romains, qui se sont retranchés dans la villa d'un Frison nommé Cruptorix, subissent le même sort[2].